# 陳仕寶
陳仕寶，潮州府揭阳县人，明朝官员、进士出身。

## 生平
天順八年，登进士，官至陝西右參政。